# لوريتفيل
لوريتفيل أحد أحياء مدينة كيبك كندية. تبلغ مساحة هذه المدينة 7.6332، ويبلغ عدد سكانها 13737 نسمة حسب إحصاء سنة 2001.